# 恩施专区
恩施专区，湖北省已撤消的专区。于1949年设置。
在今湖北省西南部。辖恩施、利川、建始、来凤、咸丰、巴东、鹤峰、宣恩等县。专员公署驻恩施县（今恩施市）。1970年改置恩施地区。 